# 감악산 (경기)
감악산(紺岳山)은 대한민국 경기도 파주시, 양주시, 연천군 사이에 있는 높이 675m의 산이다. 예부터 바위 사이로 검은빛과 푸른빛이 동시에 쏟아져 나온다하여 감악(紺岳), 즉 감색 바위산이라 불렀다. 신원생대의 감악산변성섬장암으로 구성된다. 

## 개요
백두대간이 금강산을 향해 달리다가 분수령에서 서남쪽으로 뻗은 것이 한북정맥이며 한북정맥 양주에서 갈라져 적성 쪽으로 뻗은 산줄기가 감악산이다.
감악산은 파주시 적성면과 양주군 남면의 경계에 위치한 해발 675m 산으로 삼국시대부터 명산으로 알려져 왔다. 지역 주민들에게는 감박산으로 더 잘 알려져 있고 《고려사》나 《동국여지승람》에는 감악으로 표기되어 있다. 또한 조선시대 도성을 중심으로 북악, 송악, 관악, 심악 등과 함께 경기 오악의 하나로 지정되어 있다.
신라시대부터 무속의 신산 중 하나로 《태조실록》에 의하면 조선시대 궁중에서 이 산에 춘추로 별기은을 지냈다고 한다. 산 중에는 폐사되어 없어진 감악사가 있었는데 삼국시대 이래로 군사적 요충지로 아래로 칠중성의 토성이 쌓여 있었다.
이곳은 삼국시대부터 한반도의 지배권을 다투던 삼국간의 혈투장이었으며, 거란침입 때도 이곳에서 피를 흘리며 싸웠으며, 한국 전쟁 때도 고랑포 전투의 주 전장이었다. 현재에도 주변에 군부대가 있다.

## 볼거리
이 산에는 범륜사를 비롯해, 수월사, 봉암사, 미타암 등의 절이 있으며, 중부 지방에서 주요한 신앙처를 제공하고 있다. 또한 감악산 밑에 자리잡은 '산머루농원' 와이너리에 들르면 머루로 만든 달콤한 와인도 시음할 수 있다.
등산이 허용된 코스는 범륜사와 신암리, 원당리 쪽이다. 산 정상에는 비석 글자가 마멸된 ‘비뜰대왕비’가 서 있는데 북한산 순수비와 형태가 흡사하다 하여 ‘진흥왕 순수비’라고 주장하는 설과 당나라 장수 설인귀가 이 고장 출신이라는 점으로 미루어 ‘설인귀비’라는 속설이 각각 전한다. 또 이곳의 장군봉 바로 아래에는 임꺽정이 관군의 추격을 피해 숨어 있었다는 임꺽정 굴도 있다.
범륜사로 올라가는 등산로에는 운계폭로가 있고 중간 중간에 약수터가 있지만 갈수기에는 수질이 오염되어 식수로 사용할 수 없다.

## 등반로
- 제1코스 : 범륜사 입구 - 만남의 숲 - 임꺽정봉 - 감악산 정상 (3.9km)
- 제2코스 : 범륜사 입구 - 만남의 숲 - 약수터 - 감악산 정상 (3.4km)
- 제3코스 : 휴게소 (주차장) - 운계능선 - 까치봉 - 감악산 정상 (4.2km)
- 제4코스 : 산촌마을 - 능선 - 감악산 정상 (2.3km)
- 제5코스 : 산촌마을(주차장) - 쌍소나무 쉼터 - 까치봉 - 감악산 정상(2.8km)
- 제6코스 : 미타사 - 감악산 정상(2.3km)

## 양주시 방면 등산로
- 1등산로 : 신암리 등산로 입구-누운폭포-칠성바위-신암사터-멧돼지바위-임꺽정봉-감악산 정상(2.2km)
- 2등산로 : 신암리 등산로 입구 - 쉼터(얼굴바위전망대) - 임꺽정봉 - 감악산 정상(2.3km)
- 3등산로 : 황방리 폭포산장(원당폭로) - 진달래길 - 일편단심소나무 - 감악산 정상(2.3km)
- 4등산로 : 황방리 동광정사 - 쉼터 - 감악산 정상(1.4km)
- 5등산로 : 황방리 동광정사 - 남선굴 - 병풍바위 - 감악산 정상(1.6km)

## 방송 송신 시설
| 디지털TV  |              |          |                      |       |                               |
| CH 7-1    | KBS서울 DTV2 | HLSA-DTV | CH ?                 | 0.1㎾ | 동두천, 양주, 연천, 파주 일부 |
| CH 9-1    | KBS경인 DTV1 | HLAY-DTV | CH 45                | 0.1㎾ | 동두천, 양주, 연천, 파주 일부 |
| 지상파DMB |              |          |                      |       |                               |
| 앙상블명  | 방송국명     | 호출부호 | 채널(주파수)         | 출력  | 가시청권                      |
| U-KBS     | KBS STAR     | KBS STAR | CH 12-B (207.008MHz) | 0.1㎾ | 동두천, 양주, 연천, 파주 일부 |
| U-KBS     | KBS HEART    |          | CH 12-B (207.008MHz) | 0.1㎾ | 동두천, 양주, 연천, 파주 일부 |
| U-KBS     | KBS MUSIC    |          | CH 12-B (207.008MHz) | 0.1㎾ | 동두천, 양주, 연천, 파주 일부 |

## 같이 보기
- 한국의 산
- 연천군의 지질